# ハンス・アイヒェル

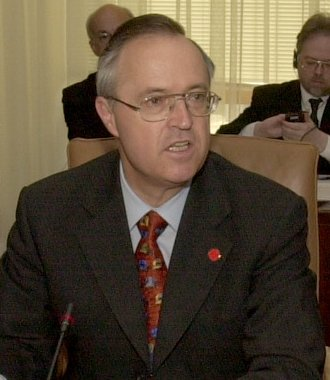
アイヒェル（2004年）

ハンス・アイヒェル（ドイツ語: Hans Eichel, 1941年12月24日 - ）は、ドイツの政治家（ドイツ社会民主党）。
1999年‐2005年、ゲアハルト・シュレーダー内閣で財務大臣を務めた。その他1975年‐1991年にカッセル市長、1991年‐1999年にヘッセン州首相を歴任。

## 経歴
ヘッセン州カッセル出身。1961年からマールブルク大学、ベルリン自由大学でドイツ文学、哲学、政治学、歴史学、教育学を学ぶ。1970年、ギムナジウム教員資格を取得。1975年までカッセル市教育委員。1964年、ドイツ社会民主党 (SPD) に入党。1969年に同党下部組織にあたる社会主義青年団 (ユーゾー) の連邦代表委員、1972年まで同副代表。
1968年に27歳で故郷カッセルの市議会議員に当選（‐1975年）。1970年から同市議会の SPD 院内総務。さらに1975年、33歳でカッセル市長に当選、1991年まで3期16年にわたり市長を務めた。カッセル市長として、5年に一度同市で開催される現代美術の大展覧会ドクメンタの監査役を三度務める。この間1984年に党のヘッセン州代表委員、1989年には SPD ヘッセン州代表に就任（2001年まで）。
1991年の州議会選挙では SPD は僅差で第一党になり SPD と緑の党の連立政権が成立、州首相候補として選挙を指揮したアイヒェルはヘッセン州首相に就任し、4年ぶりにキリスト教民主同盟 (CDU) から政権を奪還した。同時にアイヒェルはヘッセン州議会議員に当選し、SPD 連邦代表委員に就任。1995年の州議会選挙では、第一党の座を連邦内相を務めるマンフレート・カンターを看板に立てた CDU に奪回されたが、同盟90/緑の党との連立を維持することで政権を維持した。しかし1999年の州議会選挙ではローラント・コッホ率いる CDU に敗れ、4月7日にヘッセン州首相の座を退いた（州議会議員も辞職）。

### 財務大臣
しかし折しも連邦政府のゲアハルト・シュレーダー内閣では、SPD 党首で党内左派の重鎮オスカー・ラフォンテーヌ財務相が政権運営の路線対立から辞表を叩きつけていた。州首相辞任からわずか5日後の1999年4月12日、アイヒェルはラフォンテーヌの後任として連邦財務相に就任した。同年、SPD 連邦執行部委員。2000年5月、低迷するドイツ経済にテコ入れするためアイヒェルは広範な税制改革を開始した。折しもドイツは欧州共同通貨ユーロ導入を控えて財政赤字の圧縮が欧州連合から求められており、従来の社会保障重視路線と均衡財政路線との間でアイヒェルは苦慮することになった。2002年のドイツ連邦議会選挙には地元カッセル選挙区から出馬して比例代表リストから当選、連邦議会議員になり、第2次シュレーダー内閣に財務相として留任した。
一向に減らない連邦政府の財政赤字はマスコミに叩かれ、アイヒェルを無能扱いする論調さえあったが、これは財務相個人の職責で変えられるものではないので気の毒な面もあった。さらに不評だったのは2004年11月にアイヒェルが発表した案で、祝日である10月3日のドイツ統一の日を土曜か日曜の移動祝日に変更し、それによって多すぎる休みが減り、逆に勤務日が増えて商店も開き、経済効率が一日分上がり税収増にもなる、というアイデアだった。なりふり構わぬ政府のアイデアはホルスト・ケーラー大統領はじめあらゆる方面の非難を浴び、アイヒェルはこの案をすぐに引っ込めざるを得なくなった。シュレーダー政権は大規模な社会保障・保険改革に乗り出したが国民には不評で、2005年の連邦議会選挙に僅差ながら敗れ、ついに退陣に追い込まれた。アンゲラ・メルケル内閣が正式発足した11月22日にアイヒェルは財務相から離職した。同時に党の連邦代表委員を辞した。皮肉なことに、アイヒェルの退任後にドイツ経済は上向きに転じ始めている。
2008年4月、翌年に控えたドイツ連邦議会総選挙に出馬せず政界を引退することを発表した。

## 家族・人物
連邦議会選挙の前倒し実施が決まった直後の2005年7月に2度目の結婚をした。1999年に離婚した前妻との間に2児がある。